# Leopold Gegenbauer

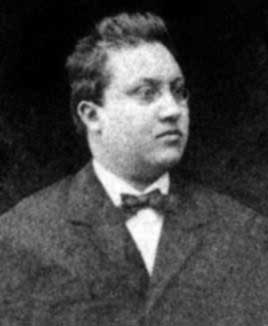
Leopold Gegenbauer

Leopold Bernhard Gegenbauer (* 2. Februar 1849 in Asperhofen, Niederösterreich; † 3. Juni 1903 in Gießhübl, Niederösterreich) war ein österreichischer Mathematiker.

## Leben
Leopold Gegenbauer studierte an den Universitäten in Wien und Berlin, wo er bei Karl Weierstraß und Leopold Kronecker promoviert wurde. Im Jahr 1875 wurde er zum außerordentlichen Professor an der neu gegründeten Universität Czernowitz ernannt. 1878 wechselte er auf eine Professur an der Universität Innsbruck, im Jahr 1893 übernahm er einen Lehrstuhl an der Universität Wien. Im Jahr 1900 wurde er zum Mitglied der Leopoldina gewählt.
Gegenbauer ist bekannt für wichtige Arbeiten auf dem Gebiet der Zahlentheorie, Algebra, Integrationstheorie und Funktionentheorie.
Nach ihm sind die Gegenbauer-Polynome benannt, ebenso die Gegenbauer-rho-Funktionen Ρ and ρ (großes und kleines rho), die folgendermaßen definiert sind.
{\displaystyle P_{a,r}(n):=\sum _{d|n;d^{1/r}\in \mathbb {N} }d^{a}=:n^{a}\rho _{-a,r}(n).}
Im Jahr 1973 wurde in Wien-Floridsdorf (21. Bezirk) der Gegenbauerweg nach ihm benannt.

## Schriften
- Einige Sätze über Determinanten hohen Ranges, 1890
- Über den größten gemeinsamen Theiler, 1892